# یواس‌اس ریدینگ (پی‌اف-۶۶)
یواس‌اس ریدینگ (پی‌اف-۶۶) (به انگلیسی: USS Reading (PF-66)) یک کشتی بود که طول آن ۳۰۳ فوت ۱۱ اینچ (۹۲٫۶۳ متر) بود. این کشتی در سال ۱۹۴۳ ساخته شد.